# 刈谷映劇

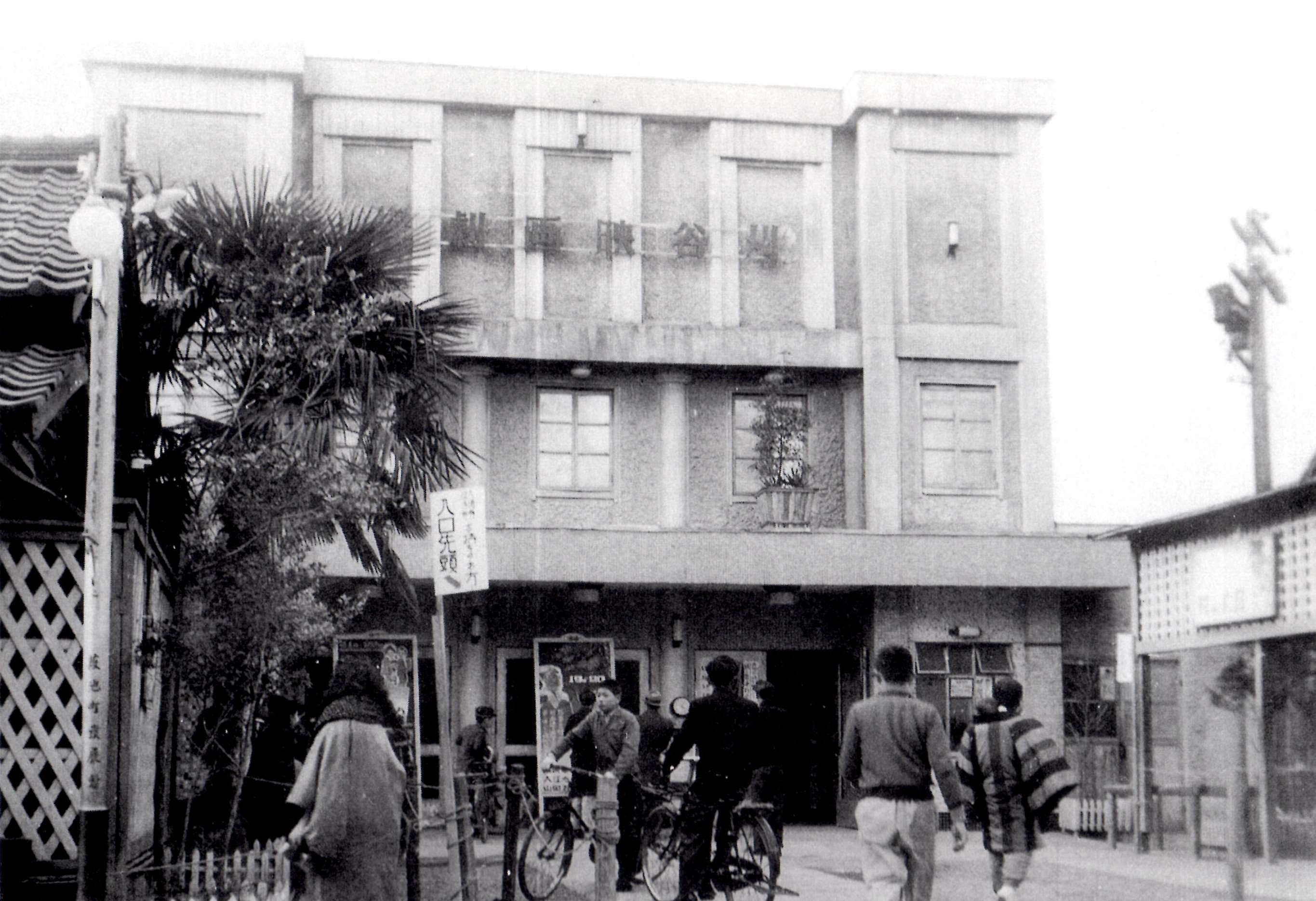
昭和20年代の刈谷映劇

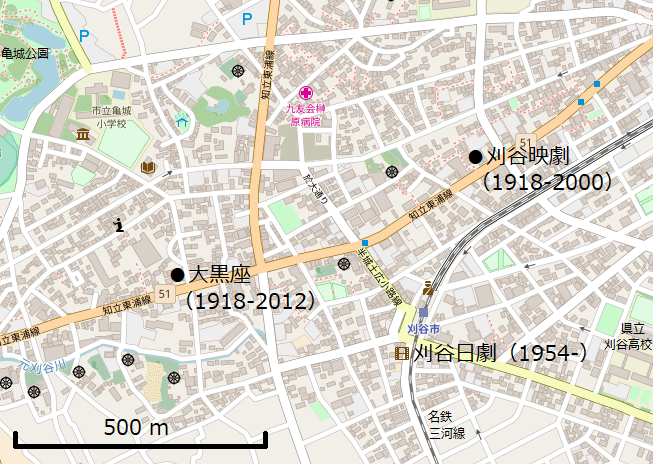
刈谷市の映画館

刈谷映劇（かりやえいげき）は、かつて愛知県刈谷市にあった映画館。刈谷映画劇場（かりやえいがげきじょう）とも。旧称は刈谷東宝（かりやとうほう）。1941年（昭和16年）に開館し、2000年（平成12年）に閉館した。

## 沿革
- 1941年（昭和16年）：刈谷東宝として開館[1]。
- 時期不明：刈谷映劇に改称[1]。
- 2000年（平成12年） : 閉館[1]。

## 歴史
戦前の1941年（昭和16年）6月に映画専門館の刈谷東宝として開館した。1953年（昭和28年）の愛知県には195館の映画館があり、刈谷市には刈谷映画劇場と大黒座の2館があった。この年の刈谷映画劇場は木造2階建であり、座席数は290席、松竹・大映・東宝・新東宝の作品を上映していた。
映画最盛期から20世紀末にかけての刈谷市内では3館の映画館が共存しており、刈谷映画劇場は東宝や松竹の作品を、大黒座は東映や日活の作品を、刈谷日劇は洋画を上映していた。刈谷市が主催する成人式は刈谷映劇と大黒座が交互に会場となっていた時期もあった。
1980年（昭和55年）の刈谷市には刈谷映画劇場、刈谷日劇・刈谷小劇場、刈谷大黒座の3施設（4スクリーン）があり、刈谷映画劇場は東宝と松竹の作品を上映していた。他の2施設は鉄筋造であり、刈谷映画劇場のみが木造だった。元フジテレビ所属で、アットムービー代表の映画プロデューサー・森谷雄（豊橋市出身）は、山口百恵・三浦友和主演映画シリーズ等を刈谷映劇でよく観ていたという。
2000年（平成12年）夏期には『劇場版ポケットモンスター 結晶塔の帝王 ENTEI』や香取慎吾主演の『ジュブナイル』のヒットもあったが、同年9月9日に閉館が発表され、同月24日『ドラえもん のび太の南海大冒険』の無料上映をもって営業終了。刈谷東宝から通算して59年の歴史に幕を閉じた。跡地には2002年（平成14年）に14階建のマンション「ユーハウス第5刈谷」が竣工した。